# L'Autre Moitié de l'homme
L'Autre Moitié de l'homme (titre original : The Female Man, littéralement « L'homme féminin ») est un roman de science-fiction américain, écrit par Joanna Russ et paru en 1975,,, puis traduit en français et publié en 1977. Le roman est réédité en français en 2023 dans une traduction révisée sous le titre L'Humanité-Femme.

## Résumé
Lointemps (Whileaway) est une version de la Terre dans un avenir où tous les hommes ont disparu à cause d'une mystérieuse maladie. Seules les femmes ont survécu, et ont reconstruit la civilisation. L'une d'elles, Janet Evason, rencontre des femmes dans une version uchronique (Hitler, dont le père n'a pas changé de nom, est mort en 1936, le New Deal est toujours d'actualité) des États-Unis d'Amérique des années 1950-1960. Le roman dépeint une utopie féministe et lesbienne et un monde unigenré.

## Thèmes
- Dénonciation du patriarcat, du sexisme, du harcèlement sexuel et du viol.
- Liberté, féminisme, libération sexuelle, lesbianisme[3].

## Sociétés décrites
- Lointemps (Whileaway) : dans un lointain futur, après un Âge d'or, le fléau atteint et tue tous les hommes. Après la Catastrophe, on invente la fusion des ovules comme moyen de reproduction. Les espèces animales disparues sont réintroduites grâce à la génétique, et des colonies terriennes s'établissent sur Mars et Ganymède.
- Une représentation uchronique de la Terre des années 1960.
- Manland : pays entièrement peuplé d'hommes. Ils ont pour esclaves d'autres hommes « semi-transformés ».

## Personnages
- Janet Evason : fille d'Eva et d'Alicia, mère de Yuriko Janetson, épouse de Vittoria. Lointemporaine.
- Jeannine Dadier : bibliothécaire en 1969.
- Dunyasha Bernadetteson : philosophe de Lointemps, autrice d'aphorismes lapidaires.
- Joanna : une figure imaginaire de l'autrice.
- Laura Rose Wilding : étudiante en 1969.
- Alice-Jael Reasoner : employée au Bureau d'ethnologie comparée. Voyage à Manland.

## Manifeste Cyborg
L'autre Moitié de L'homme (The Female Man) fait partie de la liste des romans de science-fiction cités par Donna Haraway dans son Manifeste Cyborg. Joanna Russ rejoignant ainsi les autrices qui ont influencé l'écriture du manifeste publié en 1985. Ïan Larue dans son ouvrage Libère-toi Cyborg étudie cette liste de romans qu'elle nomme : la Liste H.

## Éditions
- The Female Man, Bantam Books, février 1975, 214 p.
- L'Autre Moitié de l'homme, Pocket, coll. « Science-fiction » no 5197, février 1985, trad. Henry-Luc Planchat, 290 p. (ISBN 2-266-01499-4)
- L'Humanité-Femme, Mnémos, coll. « Stellaire », 23 août 2023, trad. Henry-Luc Planchat, 304 p.  (ISBN 978-2-38267-082-8)